# 林鼓浪
林 鼓浪（はやし ころう、1887年（明治20年）7月9日 - 1965年（昭和40年）1月25日）は、日本の郷土史家、日本画家。徳島市人間文化財指定。本名は林 宜一（はやし のぶいち）。
「阿波踊り」の名付け親であり、「徳島最後の粋人」「徳島の生き字引」としても知られる。

## 生涯
1887年7月9日、徳島県徳島市安宅町に生まれ、後に両父母が本家である徳島市西大工町の商人宿「岩崎屋」の夫婦養子となったことにより岩崎屋に入籍する。1898年3月、徳島市新町小学校を卒業する。1907年、神戸・大阪において演劇・活動写真関係の手伝いをする。また、幼少期に守住貫魚の高弟である森魚淵（1830-1909）に絵画を教わり、郷土研究を吉田東洲（1856-1916）に教わった。
1910年、眉山保勝会の役員として眉山公園の絵画を描く。1917年、芸術写真愛好家達とともに「徳島ベスト会」を創立する。1922年、鳥居龍蔵が城山の貝塚を発見した際に、原住人生活の画を描く。
1927年11月1日から11月7日にかけて、光慶図書館（現・徳島県立図書館）にて展覧会を開く。
1930年5月25日に阿波郷土研究会を創立し、同年11月15日に光慶図書館光読会を創立する。
1950年6月、徳島市史談会会員、徳島県文化財保護委員（後に徳島県文化財専門委員）となる。
1952年11月3日、徳島県教育委員会から教育功労者として、1953年5月3日、徳島県知事から、1955年11月16日、全国社会教育協会から社会教育功労者として、1960年11月2日、文化財保護委員会から文化財功労者として表彰される。
1964年5月31日から6月3日にかけて、丸新百貨店ギャラリーにて作品展を開く。
1965年10月20日、徳島市から徳島市人間文化財（第一号）に指定される。同年11月25日、急性肺炎により死去。享年78歳。正六位に叙せられる。同年11月27日、下助任町の弘誓寺において検番葬（富街葬）が行われる。同年12月26日、勲五等瑞宝章が追贈される。
1966年6月3日から6月5日にかけて、徳島県立博物館にて遺作展が開かれる。同年11月25日、徳島市立文化センターにて「林鼓浪を偲ぶ会」が開催される。1969年9月23日、弘誓寺に墓碑が建立される。

## 著作

### 単著
- 『阿波踊』林鼓浪、1951年8月。
- 林鼓浪遺作集編集委員会編 訳『林鼓浪遺作集 徳島市人間文化財』徳島市中央公民館〈徳島市民双書 2〉、1970年3月。
- 『眉山は緑』徳島県出版文化協会、1989年11月。

### 画
- 『昔なつかしい徳島風景』林鼓浪、1966年。
- 『なつかしの徳島風物 明治・大正から昭和へ』松本進解説、出版、1970年。
- 徳島市立徳島城博物館編 編『阿波よしこのが聞こえる 林鼓浪の描く、なつかしき徳島風景』徳島市立徳島城博物館、2004年7月。
- 徳島市立徳島城博物館編 編『林鼓浪 画業と生活 徳島最後の粋人』徳島市立徳島城博物館、2010年7月。

### 共著
- 林鼓浪、坂口あさ、小西英夫、飯田義資『阿波の年中行事と習俗の研究』五読会、1969年。

### 作詞
- 『徳島音頭（今を昔に踊風俗・富街新曲）・阿波踊』今藤長三郎作曲、富田町芸妓総出流連中、1933年。

### 連載
- 『眉山は緑』（徳島新聞、1954年）
- 『阿波物語』（徳島新聞、1954年-1955年）
- 『続眉山は緑』（徳島新聞、1957年-1958年）